# Vertex Pharmaceuticals
Vertex Pharmaceuticals es una compañía estadounidense ubicada en Boston, Massachusetts.
Fue fundada en 1989 por Joshua Boger y Kevin J. Kinsella. Vertex, fue una de las primeras empresas de biotecnología en usar una estrategia enfocada al diseño racional de fármacos, en lugar del diseño de estos a partir de una química combinatoria.
Para el 2004, su línea de producción estaba enfocada en infecciones virales, desórdenes inflamatorios, autoinmunes y cáncer. La sede de la empresa se encuentra al sur de Boston, Massachusetts; y cuenta con dos centros de investigación; uno en San Diego, California y otro en Oxford, Inglaterra. Los inicios de la compañía fueron descritos por Barry Werth en su libro "La Molécula del Billón de Dólares, " (publicado en 1994 ) y en su más reciente aportación publicada en el 2014, El Antídoto: Dentro del Nuevo Mundo Fármaco. En el 2009, la compañía tenía cerca de 1,800 empleados, incluyendo 1,200 en el área de Boston.
En enero del 2014, Vertex terminó de trasladar su sede de Cambridge, Massachusetts a Boston, Massachusetts. Teniendo como residencia un complejo inmobiliario de $800 millones de dólares, ubicado en la costa del Sur de Boston, dicho acontecimiento representó la primera vez en la historia de la compañía en la que, aproximadamente, 1,200 empleados del área de grande de Boston, trabajarían juntos.
Desde finales del 2011, cuando Jeffrey M. Leiden se unió a la compañía de Vertex como Director Ejecutivo, Vertex clasificó dentro de las 15 mejores compañías en el S&P 500 (Estándar & Poor´s 500 en inglés). En el mismo periodo, las acciones de Vertex incrementaron 250 por ciento. Vertex publicó únicamente una ganancia anual desde que fue fundada en 1989.

## Telaprevir
En mayo de 2011, la Administración de Fármacos y Comida (FDA por sus siglas en inglés), aprobó el fármaco telaprevir, un tratamiento oral para hepatitis C, comercializado por Vertex. El desarrollo y la comercialización de este producto es compartido con Johnson & Johnson para la distribución en Europa y Mitsubishi para el mercado en Asia. Cabe mencionar que Telaprevir es un inhibidor de la proteasa.

## Fibrosis quística

### Ivacaftor
En 2012, ivacaftor (nombre comercial Kalyeco) fue diseñado como un fármaco huérfano al identificar que la fibrosis quística afecta poco menos de 200,000 personas en los Estados Unidos. En enero 31 del 2012, Vertex obtuvo la aprobación por parte de la Administración de Fármacos y Comida (FDA por sus siglas en inglés) como el primer fármaco de Kalydeco para tratar las causas subyacentes de la fibrosis quística, en lugar de los síntomas, en pacientes mayores a 6 años que tienen el gen mutante G551D. En Estados Unidos, 30 000 personas tienen fibrosis quística y alrededor del 4 % tiene el gen mutante G551D. Vertex comercializa el fármaco a $307,000 dólares anuales por paciente. Así mismo, Vertex está estudiando Ivacaftor en combinación con otra droga (lumacaftor) para la mutación más común de la fibrosis quística, conocido como F508del, y espera los primeros resultados en el 2012. Vertex trabajó por 13 años con la Fundación de Fibrosis Quística (FCF por sus siglas en inglés) para poder desarrollar dicho fármaco.
En la Unión Europea, la compañía ofreció el fármaco gratuito por un tiempo limitado a ciertos pacientes para analizar los resultados y decidir si se continuaría dando el medicamento. De esta manera, las agencias de la Unión Europea, estimaron un costo ajustado a un año de calidad de vida (QALY, por sus siglas en inglés) entre €335, 000 y €1, 274, 000, mucho más del umbral del Instituto Nacional para la Excelencia de la Salud y el Cuidado (NICE por sus siglas en inglés).
El 5 de noviembre de 2014, Vertex anunció la presentación de una nueva aplicación de un Fármaco a la Administración de Comida y Fármaco (FDA por sus siglas en inglés) para una completa co-formulada combinación de lumacaftor e ivacaftor para personas con fibrosis quística mayores a 12 años que tengan dos copias del gen mutante F508del en el gen regulador de la conductancia transmembrana de la fibrosis quística.

### mRNA therapeutics
En 2016, la compañía empezó a colaborar con Moderna Therapeutics, pues adquirió un gran porcentaje de acciones de dicha empresa para desarrollar un nuevo tratamiento para la fibrosis quística a base de ARNm.

## Filantropía de riesgo
A finales de 1990, la Fundación de la Fibrosis Quística (FCF por sus siglas en inglés), basándose en Bethesda y alentada por el entonces presidente Robert Beall, empezó a invertir en la compañía de Vertex cuando ésta era una compañía pequeña de biotecnología, con el objetivo de ayudar al desarrollo de Kalydeco en la forma de filantropía de riesgo. La inversión total acumuló $150 millones. En el 2014 la Fundación CF vendió los derechos de las regalías de los fármacos por $3.3 billones, veinte veces el presupuesto del 2013 de la fundación.
Para el 2015 el costo anual de Kalydeco incrementó a más de $300, 000 por paciente.
De acuerdo con un artículo publicado en el Milwaukee Journal Sentinel Vertex, ejecutivos “acumularon más de $100 millones por cobrar acciones y remunerar en acciones” y en “un punto el valor de las acciones de la compañía incrementó a más de $6 billones en un solo día".
Veintinueve físicos y científicos que trabajaron con personas con fibrosis quística (FC), escribieron a Jeff Leiden, director ejecutivo de Vertex Pharmaceuticals, para implorar precios más bajos.

"Todos estamos conscientes de las dificultades financieras de los grandes gastos de R&D con respecto al pequeño número de pacientes o el sistema de mercado que impide que estos avances se hagan una realidad. Sin embargo, todos sus pacientes que soportan los programas, se ve injusto para Vértice que éste cargue a los planes de seguro de nuestros pacientes (incluyendo planes de asistencia médica del estado en donde se encuentran), $294, 000 anualmente por dos pastillas al día (un aumento de 10 veces en los costos totales de medicamentos de un paciente típico). Esta acción aparenta ser un aprovechamiento del dolor y sufrimiento en beneficio económico para los especuladores, de los cuales, alguno de ellos, eran sus principales ejecutivos quienes hicieron un millón de dólares en un solo día (Boston Globe, Mayo 29)."
David M. Orenstein, MD et al.

La compañía respondió en un correo electrónico que “mientras la investigación con fondos públicos proporcionaran una comprensión inicial importante de la causa de la fibrosis quística, a la compañía le tomó 14 años de su propia investigación, financiado en su mayoría por la empresa, antes de la aprobación del fármaco".
En abril 15 del 2015 en Cambridge, MA, Joan Finnegan Brooks de la Fundación de Fibrosis Quística (FCF por sus siglas en inglés), habló acerca del papel que juega Vertex y la filantropía de riesgo a un panel de líderes de biotecnología organizado por la Fundación de Ciencias de la Vida sobre el tema de la defensa del paciente en la industria biotecnológica. Mientras Brooks, quien tiene fibrosis quística, expresó su gratitud al desarrollo de Kalydeco por parte de Vertex, ella observó que un 25% de los pacientes que sufren fibrosis quística no están teniendo el cuidado médico que requieren por el precio excesivamente caro del fármaco.